# Literaturangabe
Literaturangaben (auch Literaturnachweise oder Literaturhinweise genannt) sind Quellenangaben, die eindeutig auf Literaturstellen verweisen. Sie sind wesentlicher Bestandteil von wissenschaftlichen Texten. Literaturangaben werden meist in Fußnoten aufgeführt und/oder in einem Literaturverzeichnis oder einer Bibliographie zusammengefasst.

## Standards
Trotz gemeinsamer Prinzipien gibt es für Literaturangaben und Zitierweisen kein allgemeingültiges, einheitliches System. Die verschiedenen Stile unterscheiden sich nicht nur nach Publikationsform und Fachgebiet, selbst einzelne Fachzeitschriften haben mitunter eigene Vorgaben. Das Literaturverwaltungsprogramm EndNote kennt derzeit (Stand September 2014) über 5000 verschiedene Formate, zu denen sich weitere hinzufügen lassen.
In Deutschland gibt es unter anderem die DIN 1505 Titelangaben von Schrifttum. Auf internationaler Ebene gibt es die Normen ISO 690 Dokumentation; Titelangaben; Inhalt, Form und Gestaltung und Information und Dokumentation – Titelangaben – Teil 2: Elektronische Dokumente oder deren Teile.
Heute haben sich zwei Gruppen von Konventionen allgemein durchgesetzt, die internationale, aus dem angelsächsischen Raum kommende Zitierweise (sie bevorzugt die sehr einfache Regel der Kommatrennung, unterscheidet jedoch nicht zwischen den einzelnen Bestandteilen) und die deutsche Tradition, die im Wesentlichen auf den Grundregeln der „Preußischen Instruktionen“ und den Regeln für die alphabetische Katalogisierung (RAK) fußt. Letztere haben den Vorteil, dass man schon an der Interpunktion die einzelnen Bestandteile der Titelzitierung unterscheiden kann. Daneben gibt es noch zahlreiche weitere Varianten. Im Folgenden werden die einzelnen Bestandteile erläutert.

## Regeln
Für die Zitierweise in einem Buch, einem Zeitungsartikel oder einem Aufsatz in der Fachliteratur gibt es in der Wissenschaft kein allgemeingültiges System. Die Gebräuche können vom Fach, von der Universität oder vom Land abhängen. Diese Traditionen werden allerdings jeweils intern relativ streng beachtet, denn es geht dabei um die Arbeitserleichterung für Leser, die mit diesen Angaben weitere Arbeiten vorbereiten wollen. Würden die Angaben kunterbunt erfolgen, müssten die Leser des Literaturverzeichnisses dauernd nachprüfen, ob sie etwas z. B. schon einmal an anderer Stelle erfasst haben oder ob es nur durch eine andere Benennung als etwas Neues erscheint.
Die Literaturangaben sollen also dem jeweiligen Zweck nützen. In einer Tageszeitung wird der Hinweis auf ein Buch über den Gartenbau anders aussehen, als wenn im Internet danach gesucht werden soll oder es sich um Angaben in einer Dissertation handelt. Wenn mehrere Bücher eines Autors vorhanden sind, müssen die Literaturangaben auch die eindeutige Unterscheidung der verschiedenen Bücher bzw. Aufsätze ermöglichen.
Grundregel Nr. 1:
Zur eindeutigen Kennzeichnung, zum Zwecke der Wiederfindung, Bestellung in Bibliotheken, zur Zusammenstellung von Literaturlisten, Eingabe in Datenbanken usw., wird im Allgemeinen folgender Mindestsatz an Angaben gefordert. Diese sollten immer angegeben werden. Weiteres kann, muss aber nicht unbedingt ergänzt werden:
(hier gleich in der typographischen Grundform, dem Layout, angegeben)
- Autor: Titel. Ort Erscheinungsjahr.

### Autor
Mit ‚Autor‘ kann ganz Unterschiedliches gemeint sein:
- eine einzelne Person, die etwas publiziert hat:
  - z. B.: „Friedrich von Schiller:“ oder: „Schiller, Friedrich von:“ Die zweite Form wurde traditionell für die Alphabetisierung in Karteikarten und Listen verwendet. Sie ist für die automatische Sortierung in Textverarbeitungsprogrammen besser geeignet, ist aber in der EDV heute vielfach keine zwingende Voraussetzung mehr. Sofern mehrere Literaturangaben untereinander aufgelistet werden, hat diese Form noch eine Stärke: Die Zeilen beginnen mit einem Nachnamen und da nach dem Nachnamen sortiert wird, orientiert sich das menschliche Auge schneller, bei welchem Buchstaben der Nachname der jeweiligen Zeile beginnt. Andernfalls muss (geistig) ja der oder die Vornamen erst übersprungen werden, um das Sortierkriterium auszumachen. Denn die Länge der Vornamen ist so unterschiedlich, dass es gut sein kann, dass in der darüberstehenden Zeile noch der Vorname „läuft“, während in der nächsten Zeile bereits der Nachname begonnen hat.

Beispiel 1
Friedrich von Schiller: Wilhelm Tells Lehrjahre in St. Gallen.
Friedrich Gernot Eberhard Scholl: Mein Name sei Rauch.
Beispiel 2
Schiller, Friedrich von: Wilhelm Tells Lehrjahre in St. Gallen.
Scholl, Friedrich Gernot Eberhard: Mein Name sei Rauch.
Im Beispiel 2 ist durch die Reihung auch klar, wo die Vornamen beginnen bzw. enden. Das wäre im Beispiel 1 bei ungewohnten oder fremdsprachigen Namen nicht zu erkennen. Insoweit weicht die Praxis im hiesigen Lexikon von diesem Ziel der Eindeutigkeit ab.
- ein Autorenteam:
  - z. B.: „Erich Gamma, Richard Helm, Ralph B. Johnson, John Vlissides:“ oder: „Gamma, Erich/Helm, Richard/Johnson, Ralph B./Vlissides, John:“ Dabei ist die tatsächliche Reihenfolge der Autorenangaben in dem Buchtitel maßgeblich. Es darf nicht nach Alphabet o. ä. umsortiert werden.
  - Die neuere Schreibweise lautet: „Gamma Erich, Helm Richard, Johnson Ralph B., Vlissides John:“. Also ohne Trennung zwischen den Namensbestandteilen – die Reihenfolge ist zu beachten: Name Vorname(-en), Name Vorname(-en), Name Vorname(-en) usw. Das heißt, nach einem Komma folgt immer erst der nächste Nachname.
  - In der Schreibweise mit dem Nachnamen zuerst, analog dem obigen Beispiel 2: „Gamma, Erich; Helm, Richard; Johnson, Ralph B.; Vlissides, John“. Hier kommen auch wieder die Vorteile des Beispiels 2 zur Geltung. In der Praxis wird in dieser Variante das in der DIN 1502-2 vorgesehene Leerzeichen vor dem Deskriptor „j“ weggelassen.

- der Herausgeber einer Schrift, in der verschiedene Personen etwas publiziert haben:
  - z. B.: „Amelie Soyka (Hrsg.):“ oder: „Soyka, Amelie (Hg.):“
- eine Institution als Herausgeber:
  - z. B.: „Brockhaus-Verlag (Hrsg.):“
- eine unbekannte Person, die etwas publiziert hat:
  - meist wird diese mit den Buchstaben N.N. (für non nominatur = ohne Namen) gekennzeichnet oder mit o. A. (ohne Angaben), oder älter Anonymus (anonym).

Übersetzer fremdsprachiger Texte sind urheberrechtlich gesehen deren „deutsche Autoren“, also sind sie bei einer vollständigen Literaturangabe direkt hinter den Ursprungsautoren mit dem Zusatz (Übers.) zu nennen. Einige wichtige Werke in der Wissenschaftsliteratur werden ja auch genau nach der Übersetzung unterschieden. Vielfach werden Übersetzer mit diesem Zusatz erst nach dem Werktitel genannt.
Diese Namen müssen in einer strengen Titelaufnahme den Angaben im Buch, Aufsatz etc. entsprechen. In Literaturverzeichnissen sollten sie in der Form vereinheitlicht werden. Bei mehreren Namen ist die Abkürzung der Vornamen (z. B. „E. Gamma“) manchmal hilfreich. Dabei ist darauf zu achten, dass die Autoren sich nicht ausschließlich über ihre Vornamen unterscheiden (z. B. E.berhard Richter, E.ugen Richter). In der deutschen Tradition, vor allem nach den Preußischen Instruktionen, steht am Ende der Autorenangabe immer ein Doppelpunkt, um zu kennzeichnen, dass danach der Titel beginnt. (Der Doppelpunkt kennzeichnet eindeutig den Autor oder die Autoren und sollte daher in der ganzen Titelangabe möglichst nur einmal vorkommen.) Anders in der angelsächsischen (auch internationalen) Tradition, dort werden fast alle Bestandteile durch Kommata getrennt, nur nicht die Nach- und Vornamen.
Bei der Autorennennung (bei einer Publikation) ist nie ein akademischer Grad oder gesellschaftlicher Titel anzugeben (Ausnahme können historische Buchtitel sein, die quasi vollständig und unverändert zitiert werden.). Das bleibt bei Literaturangaben prinzipiell außen vor. (Ein Grundsatz des heutigen Umgangs miteinander in der Wissenschaftsgemeinde). Dagegen wird das (ehemalige) Adelsprädikat du, von auf Landesweise verschieden gehandhabt. Österreich hat die zum Bibliografieren einfachste Lösung: Es gibt keine Adelsprädikate mehr. In vielen Regelwerken werden sie an den letzten Vornamen angehängt, wiederum andere stellen sie vor den ersten Nachnamen. D. h., alle mit „von“ gekennzeichneten Personen erscheinen dort gemeinsam im letzten Viertel des alphabetischen Registers nach den Namen mit U wie Ubu, Unger, Ultra etc.
Besitzt ein Buch bereits einen Autor, z. B. bei Klassikern und Quellen, wurde aber von einem Herausgeber neu ediert, so fügt man den Herausgeber nach dem Titel an, in der Form (Muster):
Herodot: Historien. Hrsg., neu übersetzt, verbessert, überarbeitet, kommentiert und neu herausgegeben von Josef Feix. Verlag, Ort Jahr. ISBN XXXXXXXX. Auch hier sollte man sich auf das Nötigste beschränken.

### Titel
Die Titel (Überschrift) und eventuelle Untertitel müssen vollständig sein und werden durch einen Punkt getrennt und abgeschlossen (Bzw. ausnahmsweise durch ein Fragezeichen, wenn das so gedruckt wurde). Generell werden Titel und auch die Gesamtzitation durch einen Punkt abgeschlossen, dadurch sind sie eindeutig erkennbar. Im internationalen Gebrauch wird auch ein Komma gesetzt.
Ein kleines Problem stellen abweichende Angaben auf dem Buchumschlag und der maßgeblichen Seite im Buch dar. Es kommt immer wieder mal zu Abweichungen. Eigentlich ist die maßgebliche Seite im Buch das Blatt, auf dem auch Verlag und evtl. Zitierweise der jeweiligen Nationalbibliothek genannt werden. Diese Seite heißt auch Titelei.
- z. B.:

Erich Gamma, Richard Helm, Ralph Johnson, John Vlissides: Tanzen und tanzen und nichts als tanzen. Tänzerinnen der Moderne von Josephine Baker bis Mary Wigman.
Manchmal wird der (Haupt-)Titel in Schrägschrift oder fett geschrieben:
- z. B.:

Erich Gamma, Richard Helm, Ralph Johnson, John Vlissides: Tanzen und tanzen und nichts als tanzen. Tänzerinnen der Moderne von Josephine Baker bis Mary Wigman.
Generell gilt auch hier die Regel: Bei einer streng wissenschaftlichen Titelaufnahme z. B. innerhalb einer Bibliothek oder Bibliographie sollte man sich so genau wie möglich am Original orientieren, bei einem Literaturverzeichnis, das zu einer Übersicht, zum Nachschlagen, oder zur Quellenangabe dient, sollte man eine Vereinheitlichung und Reduktion auf Wesentliches vornehmen. Untertitel können weggelassen oder reduziert werden. Anders als bei Zeitschriften sind Reihentitel bei Monographien nicht zwingend und können, müssen aber nicht, angegeben werden. In jedem Fall hat der Haupttitel Primat, der Reihentitel ist sekundär.

### Ort
Mit der Angabe des Erscheinungsortes lassen sich Bücher in Bibliotheksverzeichnissen (z. B. für die Fernausleihe) oder auch in Bibliographien besser finden, weil der Autor und sein Buch damit genauer eingeordnet ist. Gemeint ist immer nur der Sitz des Verlages, der das Werk publiziert (hat). Der Ort gibt also einen Hinweis auf die möglichen Verlage (bei einem Fachgebiet sind es meistens nicht so viele an einem Ort). Seine Angabe ist daher zwingend. Die Verlagsangabe dagegen nicht; obwohl auch sie zu empfehlen ist.
Werden für den Verlag mehrere Orte genannt, genügt als Zitierweise die Angabe des 1. Ortsnamens. Auch die üblichen Zusätze „u. a.“ können in Literaturlisten oder Verzeichnissen entfallen. In der Geschichtswissenschaft ist es jedoch im Literaturverzeichnis üblich, bis zu 3 Verlagsorte aufzuführen.
In älteren Büchern fehlt oft die Ortsangabe, dann schreibt man: o. O. (ohne Ortsangabe). Kann der Druckort indirekt ermittelt werden (Name des Druckers, verwendete Lettern, Wasserzeichen etc.), wird er üblicherweise in eckigen Klammern hinzugefügt.
Der Ort wird durch kein Satzzeichen abgeschlossen, es folgt direkt das Erscheinungsjahr. In der internationalen Schreibweise folgt auch hier ein Komma.

### Jahr
Das Jahr unterscheidet zwischen mehreren gleichen oder ähnlichen Publikationen der Autoren und zeigt den Neuigkeitsgrad. Es kann damit auch Unterscheidungsmerkmal und Hinweis auf die Auflage eines Buches sein. Wenn das Jahr fehlt: o. J. (ohne Jahr). Wird das Jahr ermittelt (es steht also nicht im Impressum), wird es streng wissenschaftlich in eckige Klammern gesetzt.
Das Jahr ist der letzte Grundbestandteil der Titelaufnahme und daher wird es mit einem Punkt abgeschlossen. In der Internationalen Konvention wird auch hier ein Komma gesetzt, falls weitere Angaben folgen, sonst wird das Satzzeichen weggelassen. In einigen Regelwerken folgt das Erscheinungsjahr direkt der Autorenangabe und wird in Klammern gesetzt. Das hat beim Sortieren den Vorteil, dass diese Angabe schnell wahrgenommen wird und eine chronologische Reihenfolge leicht erstellt werden kann.

### Weitere Angaben je nach Zweck
Der Verlag steht in der Regel durch Doppelpunkt getrennt nach dem Ort (das Wort „Verlag“ kann in den meisten Fällen entfallen). Die Angabe des Verlages ist optional, die Angabe des Ortes hingegen zwingend.
Die Auflage kann durch eine Hochzahl unmittelbar vor der Jahreszahl angegeben werden (z. B. 21996). Alternativ kann sie ausgeschrieben (z. B. 2. Aufl[age]) vor dem Ort stehen. Sinnvoll ist eine solche Angabe erst ab der 2. Auflage, wobei das Jahr der Erstauflage ergänzt werden kann.
Weitere Angaben je nach Zweck können sein: Werkausgabe, Schriftreihe, Umfang in Seiten, ISBN, Angaben über Illustrationen oder Buchaufmachung, die Standortangabe in wichtiger Bibliothek (Sigel); Verweise auf zugehörige Themen, Autoren oder andere Listen; Stichwörter zum Index (Sachkatalog); vorstellbar wäre auch ein Maschinencode, der automatisiert lesbar ist.

### Beispiele
Beispiel für Monographien:
- Otfried Höffe, Immanuel Kant, München: Beck 2007.

Beispiel für Beiträge in Sammelbänden:
- Hugo Bergmann, Martin Buber und die Mystik, in: Paul Arthur Schilpp und Maurice Friedman (Hrsg.), Martin Buber, Stuttgart: Kohlhammer 1963, 265–274.

Beispiel für Zeitschriftenartikel:
- Troels Engberg-Pedersen, More on Aristotelean Epagoge, in: Phronesis 24 (1979), 301–319, hier 315.

### Hinweise auf Websites
Es wird die genaue URL angegeben, also nicht nur die Startseite, sowie Datum und Tageszeit des Abrufes. Zum Beispiel:
- http://www.hist-rom.de/themen/boudicca.html (abgerufen am: 25. April 2003 15:17).

Falls die Autoren der Webseiten nicht bekannt sind, werden die Seiten nach den Titeln alphabetisch sortiert. Hier wäre das „Boudicca“.

### Literaturangaben für Zitate
Beim Zitieren gelten die folgenden Grundregeln:
Das Zitat muss genau sein, d. h. bis in Einzelheiten von Orthographie und Interpunktion mit der Vorlage übereinstimmen. Als einzige Veränderung bedarf eine grammatikalische Anpassung des Zitats an den neuen Satzkontext keiner Kennzeichnung. Sie darf aber den Sinn und Satzbau nicht verändern.
Kürzere wörtliche Zitate stehen in doppelten Anführungszeichen unmittelbar im Text (gerne dabei kursiv entsprechend den längeren Zitaten). Die Literaturangabe (mit Seitenzahl) kann in einer Klammer dahinter oder in einer Fußnote stehen.
Oft wird die verkürzte Angabe in der Klammer oder der Fußnote verwendet, durch die auf die genaue, ausführliche Angabe im Literaturverzeichnis am Ende hingewiesen wird:
- z. B.: (Juchli, 1974, S. 371)
- oder: (Boudicca a. a. O.)

Längere Zitate können – ohne Anführungszeichen, meist aber kursiv – als eigener, links eingerückter Absatzblock in kleinerer Schriftgröße vom übrigen Text abgesetzt werden. Auch dann die Quellenangabe in der Klammer oder einer Fußnote.
Welche Form der Anmerkung verwendet wird (z. B. Fußnoten), ist von Nützlichkeitserwägungen des Verlags, des Herausgebers oder des Autors abhängig, auch von der Menge der Zitate, bei Prüfungsarbeiten auch von der Vorliebe des Prüfers. Klammern kann jeder im laufenden Text einfach setzen. Egal ob von Hand geschrieben, Schreibmaschine oder PC, sie bleiben unveränderlich an der Stelle, wo sie benötigt werden. Ihr Nachteil ist, dass sie den Lesefluss bei der Textaufnahme unterbrechen. Werden in wissenschaftlichen Arbeiten ohnehin Anmerkungen mit Fuß- oder Endnoten versehen, so sind die Zitate dort meist in verkürzter Form untergebracht. Die genauen bibliographischen Angaben findet man dann am Ende der Arbeit im Literaturverzeichnis. Die meisten Textverarbeitungsprogramme bieten eine Möglichkeit, Fußnoten automatisch zu erstellen, oft können geübte Nutzer mit diesem Textprogramm auch noch das Literaturverzeichnis aus den Fußnoten zusammenstellen.